# Prozessindustrie
Die Prozessindustrie ist eine Industriebranche, in der Rohstoffe und Halbzeuge in signifikanten Verfahrensprozessen umgewandelt werden. Sie umfasst Unternehmen aus dem Bereich der Chemie, Petrochemie, Gasverarbeitung, Pharmazie, Lebensmittel-, Zucker-, Zellstoff-, Papier-, Glas-, Stahl- und Zementherstellung und die Zulieferer dieser Industrie. Oft wird auch von Prozessindustrien gesprochen, um der Vielfalt der diversen Bereiche gerecht zu werden.

## Namensgebung
Die Prozessindustrie verarbeitet Stoffe und Materialien in chemischen, physikalischen, biologischen oder anderen technischen Prozessen und Verfahren. Stoffe und Materialien werden dabei beispielsweise umgesetzt, geformt, vermischt oder entmischt, gegossen, gepresst, u. a. m. Einige typische Prozesse sind chemische Reaktionen und die Aufarbeitung der Reaktionsprodukte etwa durch Destillation oder Kristallisation, die Erdöl-Aufbereitung etwa durch Rektifikation, das Schmelzen von Glas, aber auch das Backen von Brot (zumindest in industriellem Maßstab).

## Innovationen
Die Prozessindustrie ist eine technologisch anspruchsvolle und auf Innovationen angewiesene Branche, da durch äußere Zwänge neuere Entwicklungen forciert werden. Hierzu zählen insbesondere gesetzliche Regelungen etwa im Umweltbereich, aber auch die Preisentwicklung und Verfügbarkeit von Rohstoffen und technische Entwicklungen, die neue Materialien und Stoffe benötigen. Die Prozessindustrie beschäftigt daher viele Wissenschaftler und Ingenieure aus den technischen Fachrichtungen.

## Verfahren und Techniken
Zu den Verfahren und Techniken, die in der Prozessindustrie verwendet werden, zählen Labor- und allgemeine Analysetechniken, thermische (etwa Destillieren) und mechanische (etwa Sieben) Verfahren, Regelungs-, Mess- und Leittechnik, Stofftransporttechniken (etwa mit Pumpen und Förderbändern), Werkstoffentwicklung, aber auch Sicherheitstechnik. Von erheblicher Bedeutung ist der Arbeitsschutz. Ein wichtiger Teil der Prozessindustrie ist der Anlagenbau.

## Kunden
Die von der Prozessindustrie erzeugten Produkte werden in der verarbeitenden Industrie weiterverarbeitet und sind zumeist nicht für den Endverbraucher bestimmt.